# Chapelle du Puy-Gauthreul
La chapelle du Puy-Gauthreul (également appelée chapelle de Pied-Gautru ou chapelle d'Agonnay) est un oratoire de style néo-roman saintongeais situé à Agonnay, ancienne commune rattachée à Saint-Savinien, dans le département de la Charente-Maritime et la région Nouvelle-Aquitaine. Édifiée à partir de 2010 et toujours en cours de construction, elle s'inscrit dans un ensemble monumental comprenant également un cloître et un abri pour les pèlerins.

## Situation et description

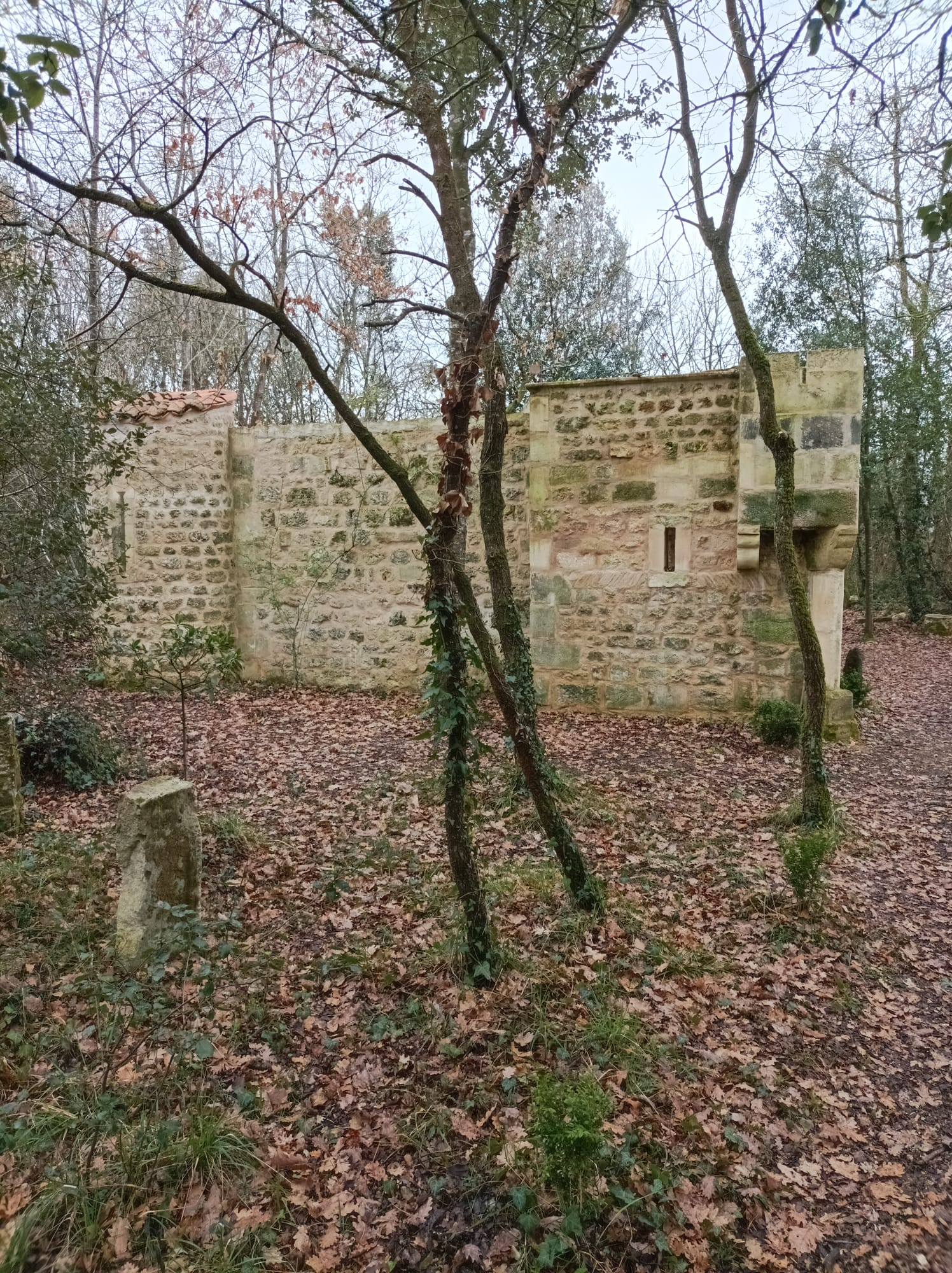
Situation de la Chapelle du Puy-Gautreul dans les bois.

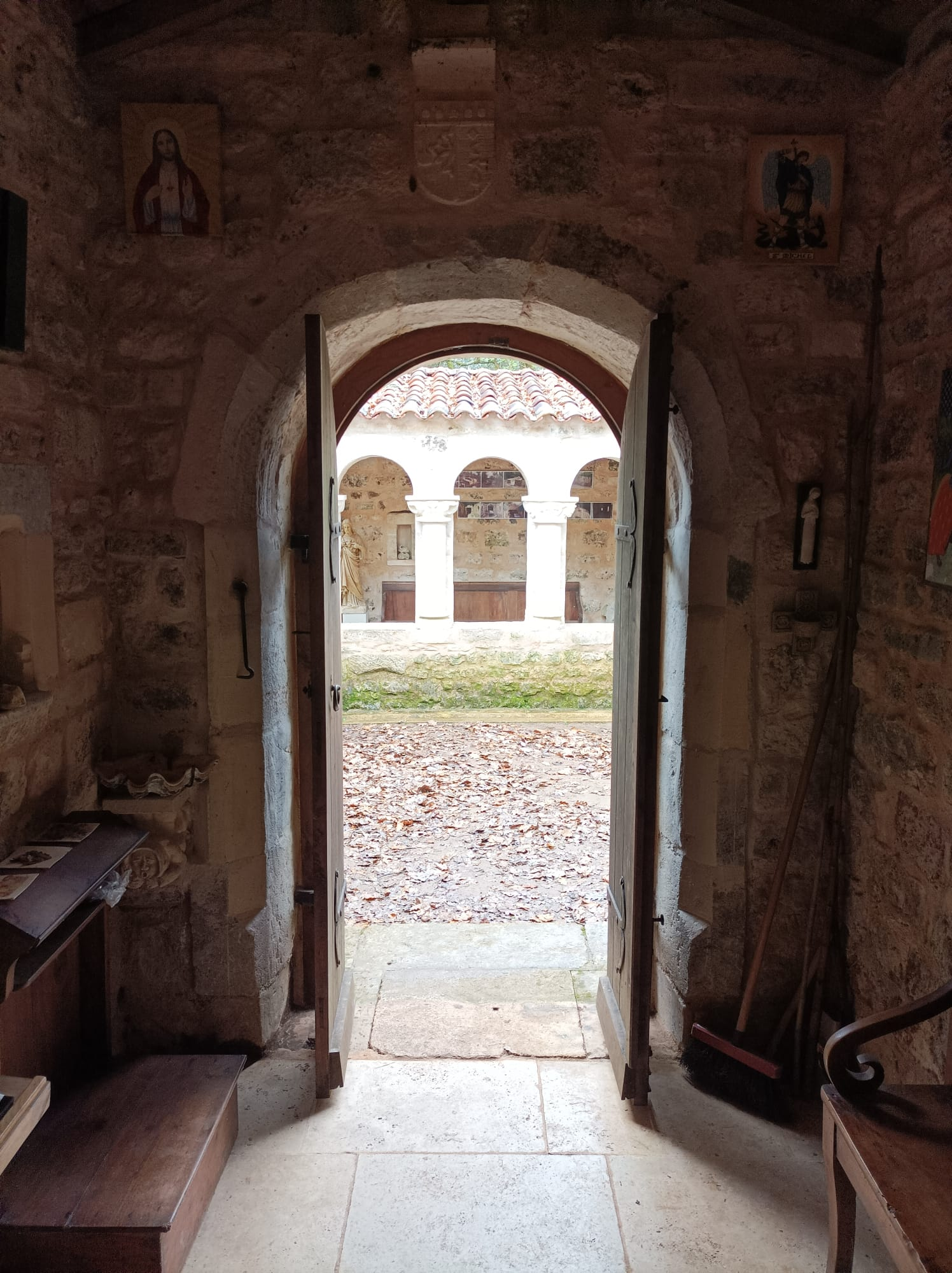
Chapelle du Puy-Gauthreul (vue du cloitre, prise de l'intérieur de la chapelle).

Située entre le village des Chaumes (commune de Bords) et le Pontreau (commune de Saint-Savinien) la chapelle est érigée dans un bois à proximité de la Route départementale D124.
L'accès à la chapelle et au cloître se fait par un petit sentier à travers un bois privé mais ouvert au public. L'ensemble de l'édifice est construit dans un style inspiré par l'art roman saintongeais.

## Historique

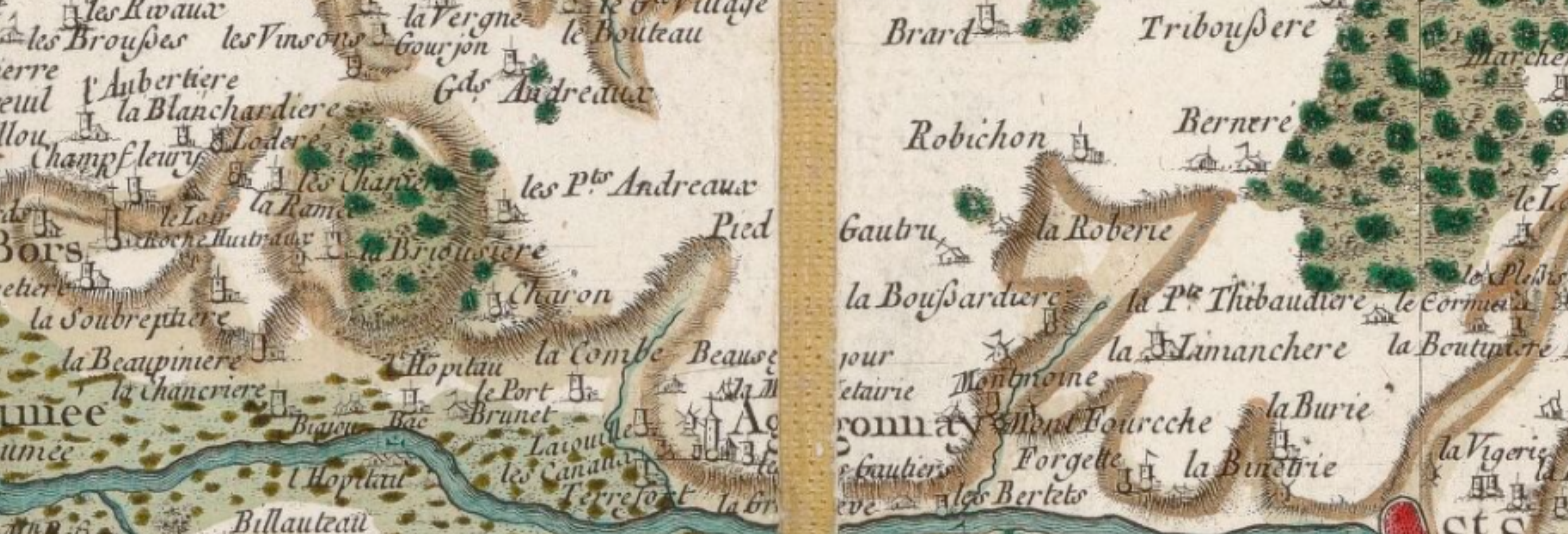
Pied-Gautru sur la carte de Cassini

Édifié dans la deuxième moitié du XIIIe siècle, le prieuré original est confié aux moines de Saint-Savin de Taillebourg, lesquels dépendent de l’Abbaye de Saint-Savin de Gartempe, près de Poitiers. Au XVe siècle il appartenait aux Minimes. Par la suite, le domaine, d’environ 85 ha, est ravagé par les guerres de religion et finit ruiné.
En 1648, on en trouve la trace dans le Pouillé de Saintes sous l'appellation suivante : Prieuré de Nostre Dame du Puy Gaulthreul en la parroisse de saint Savinian du Port, annexe du Prieuré de saint Savin de Taillebourg.

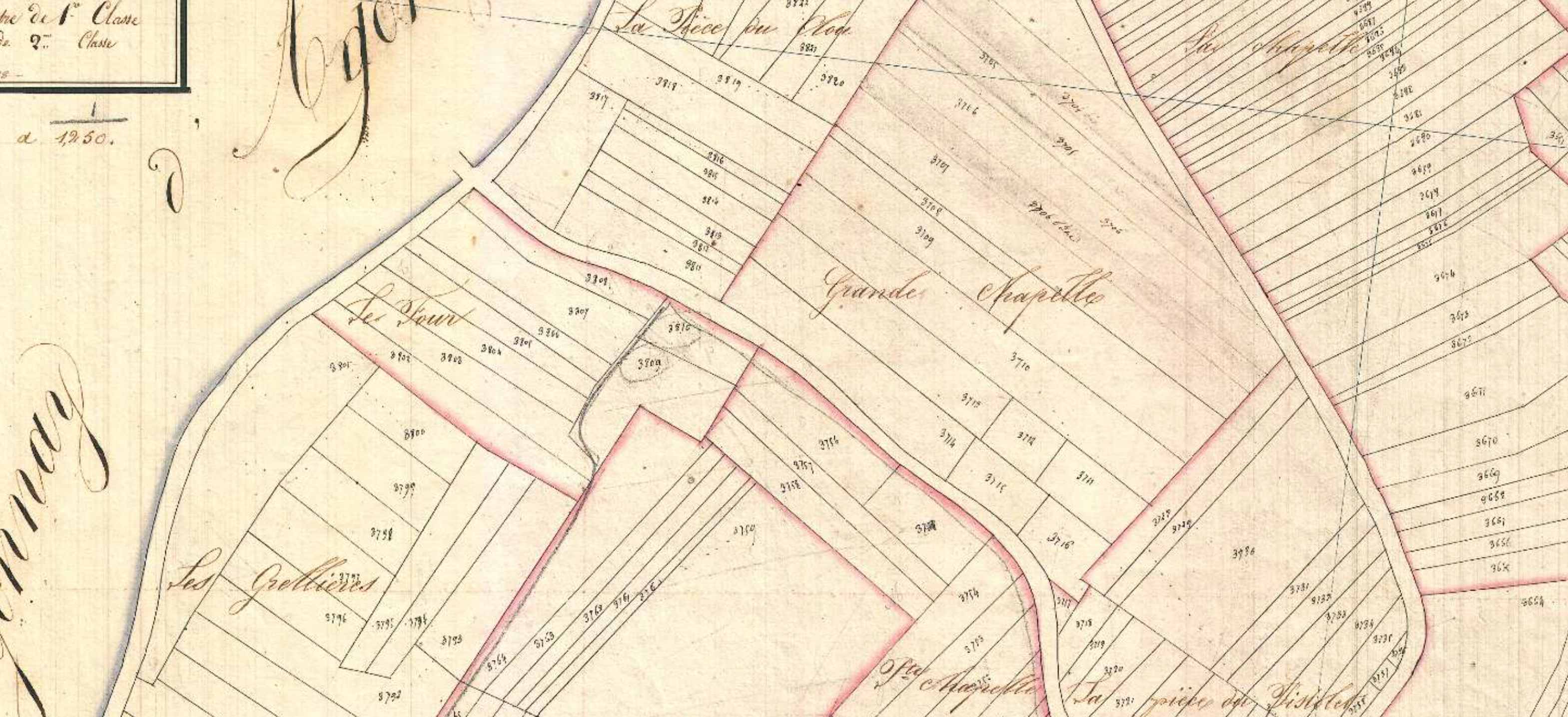
Emplacement de l'ancienne chapelle du Puy-Gauthreul sur le cadastre napoléonien de 1828.

Sur le cadastre napoléonien de 1828, on retrouve de nombreuses preuves toponymiques attestant de l'existence du bâtiment : « La Chapelle, Petite-Chapelle, Grande-Chapelle, le Four, la pièce du Clou (ou du clos) ».
En 2010, Jean-Michel Méchain, ancien colonel de gendarmerie et passionné d'histoire, entreprend de construire une nouvelle chapelle.

## Édifice
La structure de l'édifice est divisée en trois parties : une chapelle pour se recueillir, un cloître pour les rencontres et une tour fortifiée.
Les pierres proviennent des carrières de Crazannes, Thénac, Jonzac ou Saint-Savinien.